# فرگوس مک‌دانل
فرگوس مک‌دانل (انگلیسی: Fergus McDonell; ۶ اکتبر ۱۹۱۰ – ۳ ژانویهٔ ۱۹۸۴) تدوین‌گر و کارگردان فیلم اهل بریتانیا بود.
وی نامزد بهترین تدوین در بیستمین دوره جوایز اسکار در سال ۱۹۴۸ شده بود.

## فیلم‌شناسی

### تدوین
- خارطوم
- مرد ناجور
- آلفرد بزرگ